# Citlalli Hernández Xochitiozin
Citlalli Hernández Xochitiozin (Puebla, 11 de enero de 1957) es una poeta, narradora y promotora cultural mexicana.

## Biografía
Citlalli creció y radica en Tlaxcala, estudió sociología en la Facultad de Ciencias Politicas y Sociologia de la Universidad Autónoma de México y filosofía en la Universidad Autonóma de Tlaxcala. Ha colaborado con infancias, población indígena y personas de la tercera edad, facilitando talleres artísticos, fomento de la lectura, expresión literaria y difusión de la ciencia. 
Participó en la fundación del sistema estatal de bibliotecas SEP-Tlaxcala, de la Casa de la Mujer AC, y la editorial Cuarto Creciente. También fundó y coordinó la extensión cultural del Instituto Tlaxcalteca de Cultura y fue creadora del programa al fomento a la lectura infantil en su estado de residencia.
Colaboró en la iniciativa del Festival para la Paz en 2001. Dirigió y fundó las revistas Nube de azúcar, Primera línea, La Semilla y Toxtli; mientras que, desde el 2010 al 2025 presidió la Fundación Desiderio Hernández Xochitiotzin.

## Publicaciones
Ha realizado publicaciones de ensayos, poemas, novelas y cuentos algunos se encuentran:  

#### Ensayos
- Historia de un pueblo. Comentarios sobre Los murales de palacio de Desiderio Hernández (1994).
- Tlaxcala. Guía arquitectónica siglo XVI (1993).
- Historia de la Capilla Real de indios en Tlaxcala: siglos XVI a XVII, Editorial del Tribunal Superior de Justicia de Tlaxcala (2017).

#### Novela
- Aviso clasificado. Novela por entregas, en el suplemento cultural del periodico La Jornada de Oriente (abril 1997- septiembre 1998).

#### Poesía
- Trece cero. Homenaje a Nicaragua (1981).
- ¿Por qué mirarnos? (1987).
- Geometría de la incertidumbre (1991).
- Soles de Tlaxcala (1992).
- Días del polvo (1987-1994)
- Geometría de la incertidumbre (1982-1995)
- Memorial de la sangre (1999).
- Fulgor de alimentos (2017).

#### Cuento
- Juguemos a las adivinanzas. Tomo I de la A a la K (2005).

## Premios y reconocimientos
Algunos de los premios y reconocimientos que ha recibido son: 
- Mención Honorífica en el Segundo Concurso de Poesía de la Casa de la Cultura Carlos Pellicer, Cárdenas, Tabasco, (1978).
- Premio Obra de Teatro Zona Centro-INEA (1993).
- XIII Premio Voces Nuevas , en poesía, otorgado por la editorial Torremozas, Madrid, España (1999-2000).